# توزیع ارلانگ
توزیع ارلانگ توزیع احتمالی پیوسته‌ای است که به دلیل ارتباط آن با توزیع‌های نمایی و گاما دارای کاربردهای فراوانی است. این توزیع اولین بار توسط اگنر کراروپ ارلانگ، دانشمند دانمارکی، که بر روی تعداد تلفن‌های همزمان به یک اپراتور در ایستگاه سوئیچ مطالعه می‌کرد پیشنهاد شد.